# 1931 год в театре
1931 год в театре

## Знаменательные события
- В Москве Алексей Дикий организует театрально-литературную мастерскую, позже названную «Студией Дикого»
- В Самаре открыт театр оперы и балета.
- 24 января — открылась цыганская театральная студия «Индо-Ромэн», впоследствии студия преобразована в Московский музыкально-драматический цыганский театр «Ромэн»

## Персоналии

### Родились
- 1 января — Ромашин, Анатолий Владимирович — советский и российский актёр театра и кино
- 25 января — Цимбалист, Виктор Петрович — советский и украинский актёр. Народный артист УССР.
- 24 февраля — Круглый, Лев Борисович — советский актёр театра и кино
- 18 апреля — Ромодина, Генриэтта Владимировна — советская и российская актриса, заслуженная артистка РСФСР
- 29 мая — Воропаев, Геннадий Иванович — советский и российский актёр театра и кино, заслуженный артист России
- 10 июля — Масюлис, Альгимантас Ионович — советский и литовский актёр театра и кино, народный артист Литовской ССР
- 4 августа — Митницкий, Эдуард Маркович — советский и украинский театральный режиссёр, художественный руководитель Киевского академического театра драмы и комедии на левом берегу Днепра (Киев)
- 30 августа – Йован Чирилов, сербский театральный деятель.
- 10 сентября — Овчинникова, Люсьена Ивановна — советская и российская актриса театра и кино, заслуженная артистка РСФСР (1973)
- 15 сентября — Нифонтова, Руфина Дмитриевна — советская актриса театра и кино, народная артистка СССР
- 1 октября — Буссотти, Сильвано, итальянский композитор, художник и оперный режиссёр.
- 20 октября — Плисецкий, Александр Михайлович — балетмейстер, солист балета Большого театра
- 6 ноября — Шворин, Александр Борисович — советский актёр театра и кино
- 23 декабря — Дуров, Лев Константинович — советский и российский актёр театра и кино, народный артист СССР

### Скончались
- 2 марта — немецкий драматург, либреттист, писатель, поэт Герг Шаумберг
- 16 июня — Иво Раич, хорватский актёр, режиссёр и театральный деятель.
- 13 июля – Тур Гедберг, шведский драматург и театральный деятель.
- 3 августа — Ольга Михайловна Майсурян, театральный деятель, Заслуженная артистка Грузинской ССР.